# Pięciobój nowoczesny na Światowych Wojskowych Igrzyskach Sportowych 2015 – kobiet drużynowo
Pięciobój nowoczesny kobiet drużynowo podczas 6. Światowych Wojskowych Igrzyskach Sportowych rozegrany został w ramach pięcioboju nowoczesnego w dniu 8 października 2015 w koreańskim Mungyeongu podczas światowych igrzysk wojskowych.
Rywalizacja toczyła się na obiektach KAFAC Modern Pentathlon Place. Zawody były równocześnie traktowane jako 43 Wojskowe Mistrzostwa Świata w pięcioboju nowoczesnym.

## Terminarz
Wszystkie godziny podane są w czasie koreańskim (UTC+09:00) oraz polskim (CEST).
| Harmonogram przebiegu konkurencji | Harmonogram przebiegu konkurencji | Harmonogram przebiegu konkurencji | Harmonogram przebiegu konkurencji |
| Data                              | Godzina rozpoczęcia               | Godzina rozpoczęcia               | Konkurencje                       |
| Data                              | (UTC+08:00                        | CET                               | Konkurencje                       |
| --------------------------------- | --------------------------------- | --------------------------------- | --------------------------------- |
| 8 października 2015(dts)          | 07:30                             | 16:30                             | pływanie                          |
| 8 października 2015(dts)          | 09:00                             | 18:00                             | szermierka                        |
| 8 października 2015(dts)          | 14:00                             | 23:00                             | jazda konna                       |
| 8 października 2015(dts)          | 17:00                             | 02:00                             | bieg przełajowy (ze strzelaniem)  |

## Uczestniczki
Do startu zgłoszonych zostało 5  reprezentacji narodowych (14 zawodniczek). Polska reprezentacja nie uczestniczyła w tych zawodach.
- Chiny (4)
- Litwa (3)
- Niemcy (3)
- Rosja (4)
- Ukraina (3)

## Medalistki
| Złoto                                     | Srebro                                                                     | Brąz                                                                 |
| Drużyna / Zawodniczki                     | Drużyna / Zawodniczki                                                      | Drużyna / Zawodniczki                                                |
| Chiny · Wang Wei · Ye Aonan · Wang Xinyao | Rosja · Ekaterina Churaszkina · Alise Fachrutdinova · Swietłana Lebiediewa | Ukraina · Anastazja Spas · Walerija Permykina · Wiktorija Tereszczuk |

## Wyniki
| Miejsce | Reprezentacja                                                  | Pkt            |
| ------- | -------------------------------------------------------------- | -------------- |
| Miejsce | Zawodniczki                                                    |                |
| 1 !     | Chiny                                                          | 3926           |
| 1 !     | Wang Wei Ye Aonan Wang Xinyao                                  | 1333 1302 1291 |
| 2 !     | Rosja                                                          | 3872           |
| 2 !     | Ekaterina Churaszkina Alise Fachrutdinova Swietłana Lebiediewa | 1336 1287 1249 |
| 3 !     | Ukraina                                                        | 3487           |
| 3 !     | Anastazja Spas Walerija Permykina Wiktorija Tereszczuk         | 1277 1211 999  |
| 4       | Litwa                                                          | 3480           |
| 4       | Karolina Guzausksite Lina Batuleviciute Gintarė Venčkauskaitė  | 1252 1196 1032 |
| 5       | Niemcy                                                         | 3473           |
| 5       | Annika Schleu Ronja Doernig Pia Adermann                       | 1297 1270 906  |